# Pseudocnus curatus
Pseudocnus curatus is een zeekomkommer uit de familie Cucumariidae.
De wetenschappelijke naam van de soort werd in 1907 gepubliceerd door R.P. Cowles.